# Zawadów (przystanek kolejowy)
Zawadów (ukr. Завадів, ros. Завадов) – przystanek kolejowy w miejscowości Zawadów, w rejonie lwowskim, w obwodzie lwowskim, na Ukrainie. Leży na linii Lwów – Rawa Ruska – Hrebenne.
Przystanek istniał przed II wojną światową.